# Parna
Parna – rodzaj błonkówek z rodziny pilarzowatych i podrodziny Heterarthrinae.
Rodzaj ten wprowadził w 1936 roku Robert B. Benson, wyznaczając jego gatunkiem typowym Tenthredo (Allantus) tenella.
Owady dorosłe osiągają 4–5 mm długości ciała. Ich głowa wyposażona jest w listewki zapoliczkowe, biegnące za oczami. Czułki mają drugi człon dłuższy niż szerszy, a u samca biczyk czułków nie jest bocznie przypłaszczony i ma człon nasadowy około czterokrotnie dłuższy niż szeroki. Tułów ma wyraźnie zaznaczony prepectus na mezopleurach. W użyłkowaniu przedniej pary skrzydeł trzon nasadowy żyłki A3 jest prosty, a komórki 1R1 i 1Rs nie są zlane ze sobą. Tylne odnóża mają golenie u nasady szersze niż wierzchołek pokładełka w widoku grzbietowym. Stopy cechuje obecność powiększonych płatów w nasadowych częściach pazurków.
Larwy są endofagicznymi foliofagami, minującymi liście roślin z rodzaju lipa. W Polsce stwierdzono 2 gatunki.
Należą tu gatunki:
- Parna apicalis (Brischke, 1888)
- Parna babai Togashi, 1990
- Parna distincta Wei, 1997
- Parna kamijoi Togashi, 1980
- Parna parvitatis Lee et Ryu, 1996
- Parna tenella (Klug, 1816)
- Parna vestigialis Wei, 1997